# Tlohang Sekhamane
Tlohang Joel Sekhamane [tɫoˈhɑŋ ˌsexɑˈmɑnɛ] (* 30. Mai 1955 in Mokhotlong) ist ein lesothischer Politiker des Democratic Congress (DC). Ab 2015 war er Außenminister des Landes; vom 9. November 2016 bis zum 23. Juni 2017 war er Finanzminister. 

## Leben
Sekhamane erwarb 1982 an der National University of Lesotho (NUL) einen Bachelor of Arts in Erziehungswissenschaften. Im Anschluss leitete er die Mapholaneng High School in Mokhotlong. 1986 bis 1990 war er Assistant Private Secretary des Königs Moshoeshoe II. 1988 erhielt er ein Diplom in Development Studies an der Cambridge University, gefolgt 1989 von einem Master of Philosophy in Economic and Politics of Development an derselben Universität.
1991 arbeitete er kurz als Dozent an der NUL, bevor er Direktor des National Teacher Training College in Maseru wurde. 1994 kehrte er an die NUL zurück und wurde Leiter des Department of Development Studies. 1995 bis 1997 war er Education Officer für UNICEF. Im Anschluss war er am NUL-eigenen Institute for Development Studies (etwa: „Institut für Entwicklungsstudien“) angestellt, das er ab 1998 leitete. 2000 trat er als Principal Secretary in das Ministry of Education ein. Von 2001 bis 2015 war er Government Secretary (etwa: „Regierungssekretär“) und Head of the Public Service („Leiter des öffentlichen Dienstes“) Lesothos.
Nach den Wahlen 2015 und der Regierungsübernahme des DC wurde Sekhamane zum Minister of Foreign Affairs and International Relations (etwa: „Minister für Äußeres und internationale Beziehungen“) berufen. Bei einer Regierungsumbildung im November 2016 wechselte er in das Finanzministerium. Nach der Wahlniederlage des DC bei den Wahlen 2017 verlor er sein Ministeramt.
Sekhamane ist verheiratet und hat zwei Kinder.